# 花園町 (千葉市)
花園町（はなぞのちょう）は、千葉市花見川区の地名。郵便番号は262-0021。

## 概要
花見川区南部に位置し、花園、浪花町、瑞穂、朝日ケ丘町、朝日ケ丘、西小中台、小中台町、稲毛町、南花園と隣接する。

## 世帯数と人口
2022年（令和4年）現在の世帯数と人口は以下の通りである。
| 町丁   | 世帯数    | 人口    |
| ------ | --------- | ------- |
| 花園町 | 1,455世帯 | 3,230人 |

## 小・中学校の学区
市立小・中学校に通う場合、学区は以下の通りとなる。
| 番地 | 小学校           | 中学校             |
| ---- | ---------------- | ------------------ |
| 全域 | 千葉市花園小学校 | 千葉市立花園中学校 |

## 交通

### 一般道路
- 東大グラウンド通り
- 花園グリーンベルト

## 施設
- 東京大学 検見川セミナーハウス
  - 東大検見川第1グランド